# Медичи, Сальвестро
Сальвестро ди Аламанно де Медичи (итал. Salvestro di Alamanno de' Medici; 1331—1388) — флорентийский политический деятель, глава банковского дома Медичи. Сын мессера Аламанно де Медичи. Сторонник пополанской группировки, поддерживал военную балию. «Рыцарь народа» (cavaliere del popolo).

## Биография
В мае 1378 года избран гонфалоньером справедливости Флоренции. Одновременно он получил в Синьории (Правительстве) пост пропосто (proposto), в компетенцию которого входило внесение законопроектов и предложений по решению любых государственных вопросов. Провел закон, направленный против усиления грандов в Республике. В период его двухмесячного правления вспыхнуло восстание шерстянщиков (восстание чомпи). Пытаясь использовать восстание в своих политических целях (в противостоянии с другими знатными семьями, прежде всего с Пьеро Альбицци), Сальвестро тайно содействовал восставшим, в частности, приказал открыть тюрьмы. Однако вскоре ситуация вышла из под его контроля и Синьория сместила его с поста гонфалоньера справедливости, избрав вместо него Луиджи Гвиччардини, у которого толпа тут же спалила дом. 20 августа 1378 года восставшие произвели Сальвестро де Медичи в «рыцари народа» (cavaliere del popolo).
После этого Сальвестро де Медичи приложил все усилия к подавлению бунта. За это он избежал казни после того, как власть знати была восстановлена. Его изгнали из города, а представителям семьи Медичи запретили занимать любые магистратские должности в течение 10 лет.